# Dutch Classical Talent
Dutch Classical Talent is een traject voor talentvolle jonge klassieke musici. Het is de opvolger van het Vriendenkransconcours dat vanaf 1949 werd georganiseerd door de Vereniging Vrienden van het Concertgebouw en het Koninklijk Concertgebouworkest. Na een periode van samenwerking met Het Debuut, waar onder andere Muziekcentrum Vredenburg in deelnam, werd Dutch Classical Talent opgericht. Dutch Classical Talent is een initiatief van de Nederlandse concertzalen en JCP Stichting. 
Kandidaten mogen niet ouder zijn dan 28 jaar en moeten studeren of afgestudeerd zijn aan een Nederlands conservatorium. Laureaten van de Dutch Classical Talent krijgen een coachingsprogramma aangeboden, en ze geven een serie concerten in Nederlandse muziekzalen. Aan het eind van het traject vindt een finale plaats waarin een juryprijs (Dutch Classical Talent Award) en een publieksprijs wordt uitgereikt.  
De jury bestaat uit professionele musici en mensen uit verschillende organisaties rond klassieke muziek, zoals concertzalen, conservatoria, festivals etc.

## Laureaten
2022/2023
- Dianto Reed Quintet

- Sasha Witteveen, viool

- Duo Dulfer & Witteveen, saxofoon en fagot

- Joost Willemze, harp

2021/2022
- Animato Kwartet, strijkkwartet (winnaar publieksprijs)
- Jelmer de Moed, klarinet
- Hawijch Elders, viool
- Maat Saxophone Quartet (winnaar Dutch Classical Talent Award)

2020/2021
- Marion Dumeige, zang
- xSight@Percussion Duo, slagwerk
- Seán Morgan-Rooney, piano
- Anton Mecht Spronk, cello (winnaar Dutch Classical Talent Award en publieksprijs)

2019/2020
- Ramon van Engelenhoven, piano (winnaar publieksprijs)
- Elisabeth Hetherington, zang (winnaar Dutch Classical Talent Award)
- Duo Ebano, Marco Danesi & Paolo Gorin klarinet & piano
- Duo Mader Papandreopoulos, saxofoon & piano

2018/2019
- Rik Kuppen, piano
- Maya Fridman, cello (winnaar Dutch Classical Talent Award)
- Nuala McKenna, cello
- Pieter van Loenen, viool (winnaar publieksprijs)

2017/2018
- Nadezda Filippova, piano
- Diamanda Dramm, viool (winnaar Dutch Classical Talent Award)
- Ardemus Quartet, saxofoon
- Raoul Steffani & Daan Boertien, zang & piano (winnaar publieksprijs)

2016/2017
- Duo Sihan & Brackman, viool/piano (winnaar Dutch Classical Talent Award)
- Ebonit Saxofoonkwartet
- Caspar Vos, piano (winnaar publieksprijs)
- Moksha: Esther Kuiper & Florent Mourier, mezzosopraan/piano

2015/2016
- Sophiko Simsive, piano
- Amatis Pianotrio
- Vincent van Amsterdam, accordeon (winnaar Dutch Classical Talent Award en publieksprijs)
- Sebastiaan Kemner & Andrea Vasi (trombone/piano)

2014/2015
- Magma Duo: Emmy Storms & Cynthia Liem (viool/piano)
- Tobias Borsboom, piano (winnaar Dutch Classical Talent Award)
- Ketevan Roinishvili, cello (Daniël Kool, piano)
- Piotr Jasiurkowski, viool (Tobias Borsboom, piano) (winnaar publieksprijs)

2013/2014
- Joris van den Berg & Martijn Willers (cello/piano) (winnaar Dutch Classical Talent Award)
- Duo Van Sandwijk & Den Herder: Rosanne van Sandwijk & Jacobus den Herder (mezzosopraan/piano)
- Nora Fischer & Daniël Kool (sopraan/piano)
- Niek KleinJan, slagwerk

2012/2013
- Remy van Kesteren, harp
- Berlage Saxophone Quartet (winnaar Dutch Classical Talent Award en publieksprijs)
- Duo Philippens & Van Nieuwkerk: Rosanne Philippens & Yuri van Nieuwkerk (viool/piano)
- Dimitar Dimitrov, piano